# Chromadorina rognoeensis
Chromadorina rognoeensis is een rondwormensoort uit de familie van de Chromadoridae. De wetenschappelijke naam van de soort is voor het eerst geldig gepubliceerd in 1932 door Allgén.